# Springblende

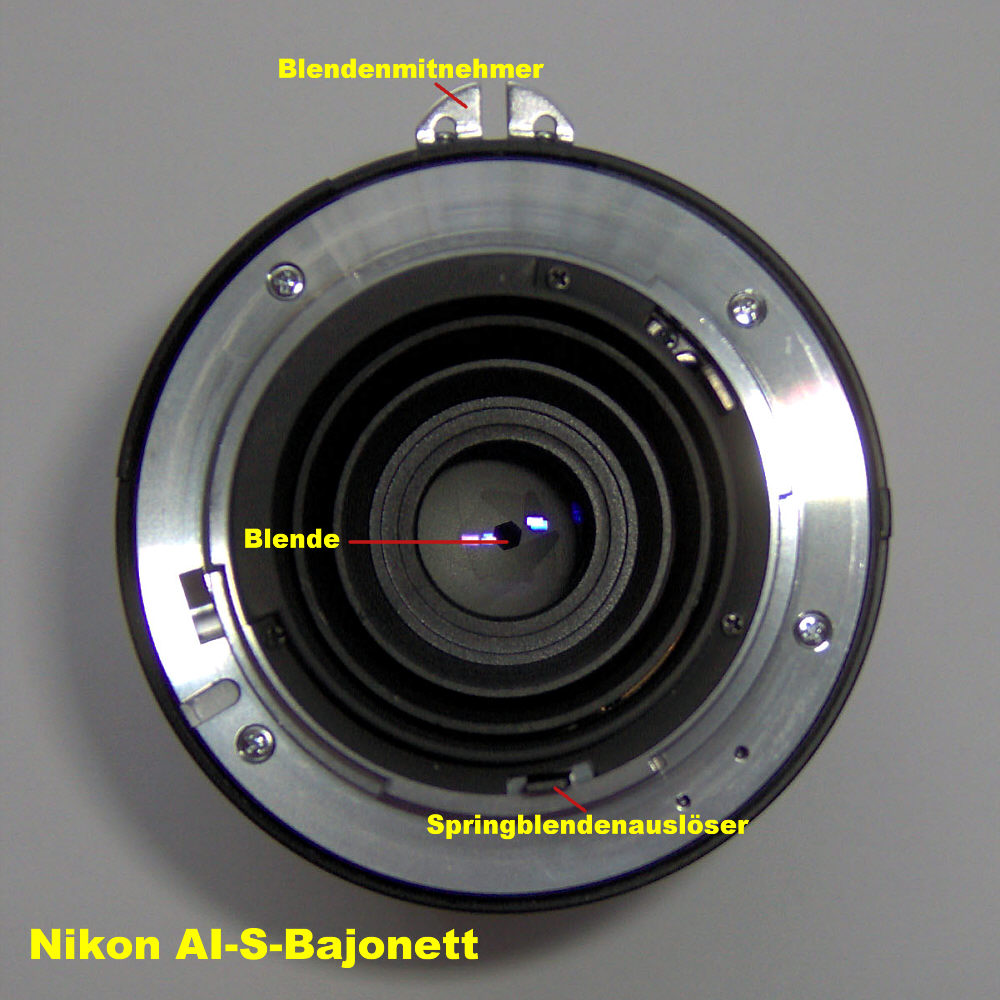
Ein Objektiv mit Nikon-AI-S-Bajonett mit den Automatik-Übertragungselementen für die Blende

Die Springblende (auch als Automatikblende bezeichnet) ist ein Mechanismus an einer Spiegelreflexkamera sowie deren zugehörigen Objektiven, der erst beim Auslösevorgang die Blende des Objektivs auf eine (meistens am Objektiv einzustellende) vorgewählte Blendenzahl schließt.
Der Vorteil einer Springblende gegenüber einer herkömmlichen, voll manuellen Blende ist ein helleres Sucherbild bei der Bildvorbereitung, da die Blende bei allen Einstellvorgängen voll geöffnet ist und somit ein Maximum an Licht durchlässt. 
Durch die geringere Schärfentiefe des aufgeblendeten Objektivs ist eine genauere Fokussierung möglich. Schnittbildentfernungsmesser arbeiten darüber hinaus nur bei Blenden größer ~ 5,6, so dass weiter abgeblendete Objektive die Benutzung dieser Einstellhilfe stark erschweren.
Ein mechanischer oder elektronischer Blendensimulator erlaubt bei einigen Objektiv-Baureihen auch die TTL-Belichtungsmessung bei offener Blende.

## Besonderheit eines Objektivs mit Springblende
Eine Besonderheit der Springblende ist, dass die Beurteilung der Schärfentiefe nur möglich ist, wenn die Blende durch Drücken einer Abblendtaste oder eines Abblendschiebers geschlossen wird und die Blende damit die vorgewählte Einstellung bringt. 
Bei modernen (Autofokus)-Spiegelreflexkameras, die auf dieses Bedienungselement verzichten, lassen sich Objektive, die keine andere Möglichkeit anbieten, die Blende zu schließen, nur mit Schwierigkeiten verwenden.
Objektive mit Springblende lassen sich auch mit Makro-Zubehör wie Balgengerät und Zwischenringen verwenden, wenn alle verwendeten Komponenten dafür eingerichtet sind. Hierauf muss bei vielen Kamerasystemen besonders geachtet werden, da bei den Makro-Systemen oftmals auf die Übertragung dieser Funktion in der Basisausstattung verzichtet wird.